# Rétsági György
Rétsági György, születési nevén Róth György (Budapest, 1925. május 13. – Budapest, 1996. december 28.) belgyógyász, címzetes egyetemi tanár, klinikai farmakológus, az orvostudomány kandidátusa (1975).

## Életpályája
Rétsági József és Reisz Sarolta fiaként született zsidó családban. Testvérei Rétsági Zsuzsa (1927), Magda (1936) és Judit (1941). Középiskolai tanulmányait a Pesti Izraelita Hitközség Gimnáziumában végezte, ahol osztálytársa volt – a később ismertté vált – Sándor Pál történész, Katona Ferenc színigazgató és Láng Dezső egyetemi tanár. Az érettségi megszerzése (1943) után az osztálya egyik legjobb diákjaként lehetősége nyílt arra, hogy társadalmi munkában a Zsidókórház laboratóriumában dolgozzon. 1944 június elején behívták Jászberénybe munkaszolgálatra, ahonnan hamarosan a bori munkatáborba került. Szabadulása után csatlakozott Tito partizánjaihoz. Hosszabb temesvári tartózkodás után 1945 februárjában Szegeden keresztül tért vissza Budapestre. Az egyetem első két félévét a Szegedi Tudományegyetemen töltötte. Az Eötvös Loránd Tudományegyetem Orvostudományi Karán 1950. szeptember 8-án avatták orvosdoktorrá. Diplomájának megszerzése után a Budapesti Orvostudományi Egyetem (BOTE), illetve SOTE II. sz. Belgyógyászati Klinikájának, majd a III. sz. Belgyógyászati Klinikájának gyakornoka, végül tudományos tanácsadója lett. 1978-ban – pártonkívüliként – kinevezték a Kútvölgyi úti Központi Állami Kórház I. belosztályának vezető főorvosává. Az 1980-as évek elején lett a Kádár család orvosa. Először Tamáska Mária hipertóniáját kezelte, s mert a terápia hatása bizakodásra adott okot Kádár telefonon megkereste, jelezvén: ő is szívesen lenne a betege. 
1993. június 30-ai hatállyal nyugdíjazták, de már 1992 decemberében eltávolították állásából és mást bíztak meg az osztálya vezetésével. Nyugdíjazása után – 1993–94-ben – a Szegedi Orvostudományi Egyetemen tanított. 
A Központi Gyógyszerterápiás Bizottság elnöke, az Országos Gyógyszerészeti Intézet tudományos tanácsadója, a Magyar Belorvosi Archívum és a Gyógyszereink szerkesztőbizottságának tagja.
Tagja volt a Magyar Sakkszövetség elnökségének. Egyik szervezője volt az 1983-ban, Budapesten rendezett mikroszámítógép-sakkvilágbajnokságnak.
Fia dr. Rétsági László belgyógyász.
A Farkasréti temetőben nyugszik.

## Művei
- Adatok a splenomegaliához társuló antihaemopoeticus és haemolyticus hypersplenia egyidejü előfordulásához. Gráf Ferenccel, Németh Györggyel, Szőke Antallal. (Orvosi Hetilap, 1951, 47.)
- Penicillin vérszint vizsgálatok 1 ccm-es Bismocillin-injectio beadása után. Telek Katalinnal. (Orvosi Hetilap, 1952, 32.)
- Adatok a reticulosisok casualis pathogenesisehez. Gráf Ferenccel, Vereckei Istvánnal. (Orvosi Hetilap, 1953, 50.)
- A szívizominfarctust kisérő serumfehérjeváltozásokról. Mosonyi Lászlóval. (Orvosi Hetilap, 1955, 27.)
- Kísérletes vizsgálatok a szervezet vírusfogékonyságára vonatkozólag antibiotikus kezelés után. Többekkel. (Magyar Belorvosi Archivum, 1959, 1.)
- Az antibiotikus kezelés hatása a szervezet immunbiológiai állapotára. Mosonyi Lászlóval, Csiky Tivadarral, Oó Máriával. (Magyar Belorvosi Archívum, 1960, 3.)
- Tartós Ateroid kezeléssel szerzett tapasztalatok. Gerő Sándorral, Gergely Jánossal. (Orvosi Hetilap, 1962, 41.)
- Tapasztalatok néhány antilipaemiás szerrel. Keller Lászlóval, Báry Lujzával, Gergely Jánossal, Gerő Sándorral. (Orvosi Hetilap, 1963, 22.)
- A myokardiális infarctus távolabbi prognosisa (9 évre terjedő katamnesztikus vizsgálatok alapján). I. A túlélés alakulása. Keller Lászlóval, Balázsi Imrével. (Orvosi Hetilap, 1964, 16.)
- A myokardiális infarctus távolabbi prognózisa (9 évre terjedő katamnesztikus vizsgálatok alapján) II. A túlélést befolyásoló tényezők. Keller Lászlóval, Balázsi Imrével. (Orvosi Hetilap, 1964, 17.)
- A serum cholesterin- és összlipoid-szint 3324 egyén vizsgálata alapján. Keller Lászlóval. (Orvosi Hetilap, 1964, 47.)
- Ethyl-chlorphenoxy-isobutyrat hatása coronariasclerosisos betegek serum lipoid értékeire. Keller Lászlóval, Sebestyén Margittal, Diczendy Saroltával, Erdélyi Gáborral. (Orvosi Hetilap, 1966, 22.)
- A serum lipidfractiók zsírsavösszetétele coronariasclerosisban és cerebrosclerosisban. Többekkel. (Orvosi Hetilap, 1966, 47.)
- A multiple-choice teszt felhasználása az oktatás eredményességének ellenőrzésére. Szabó Rezsővel, Hunya Péterrel, H. Ambrus Máriával, Gerő Sándorral és Varró Vincével. (Orvosi Hetilap, 1973, 35.)
- Michele Woodley, Alison Whelan (szerk.): A belgyógyászati terápia kézikönyve. A magyar kiadást szerkesztette: Dr. Rétsági György. Budapest, 1995

## Díjai, elismerései
- Markusovszky-díj
- Szocialista Magyarországért Érdemrend (1985)[5]